# Pegões
Pegões is een plaats (freguesia) in de Portugese gemeente Montijo en telt 2104 inwoners (2001).